# Blackallia biloba
Blackallia biloba är en brakvedsväxtart som beskrevs av Charles Austin Gardner. Blackallia biloba ingår i släktet Blackallia och familjen brakvedsväxter. Inga underarter finns listade i Catalogue of Life.